# Hereroa puttkameriana
Hereroa puttkameriana är en isörtsväxtart som först beskrevs av Ernst Friedrich Berger och Dinter, och fick sitt nu gällande namn av Moritz Kurt Dinter och Schwant. Hereroa puttkameriana ingår i släktet Hereroa och familjen isörtsväxter. Inga underarter finns listade i Catalogue of Life.